# Michelle Stafford
Michelle Stafford es una actriz estadounidense nacida el 14 de septiembre de 1965 en Chicago, en el estado de Illinois. Se la conoce sobre todo por dos series de televisión: Tribes (literalmente Tribus), en la que interpreta a Frankie, y The Young and the Restless, en la que interpreta a Phyllis Summers.

## Biografía
Tiene una hermana mayor: Janine Stafford y dos hijas vía madre sustituta: el 21 de diciembre de 2009 le dio la bienvenida a su primera hija, Natalia Scout Lee Stafford y a su primer hijo Jameson Jones Lee Stafford el 23 de octubre de 2015.

## Carrera
En 1990 se unió al elenco recurrente de la serie Tribes donde interpretó a Frankie, hasta la cancelación de la serie.
El 17 de octubre de 1994 se unió al elenco principal de la serie The Young and the Restless donde interpretó a Phyllis Summers, hasta el 1997. Michelle regresó a la serie en el 2000 y se fue nuevamente el 2 de agosto de 2013. Posteriormente Phyllis fue interpretada por las actrices Sandra Nelson de 1997 a 1999 y actualmente es interpretada por la actriz Gina Tognoni desde el 2014. Entre diciembre del 2006 a febrero del 2007 Mitchell también interpretó a Sheila Carter, personaje previamente interpretado por la actriz Kimberlin Brown, luego de que Sheila se realizara una cirugía plástica para parecerse a Phyllis.
En 1997 se unió al elenco principal de la serie Pacific Palisades donde interpretó a Joanna Hadley, la esposa de Nick Hadley (Jarrod Emick). Un año después en 1998 apareció como invitada en la serie Players como Vanessa Evans.
En el 2001 apareció en un comercial para la televisión de "Herbal Essences Shampoo".
Entre diciembre del 2006 a febrero del 2007 Mitchell también interpretó a Sheila Carter, personaje previamente interpretado por la actriz Kimberlin Brown, luego de que Sheila se realizara una cirugía plástica para parecerse a Phyllis.
En el 2005 apareció como invitada en la serie Charmed donde interpretó a Mandi, una maestra de la clase de preescolar de Wyatt Halliwell, que es poseída por una demonio (Elizabeth Greer) que intenta acercarse a Wyatt y usarlo para resucitar la fuente de todo el mal, durante el episodio "Desperate Housewitches".
En 2006 apareció en un comercial para la televisión de "Toyota Camry".
En 2007 se unió al elenco principal de la película Like Mother, Like Daughter donde interpretó a Dawna Wilkins, una exitosa madre soltera cuyo mundo se destroza cuando el cuerpo asesinado de su hija Emily aparece, mientras investiga Dawna descubre que el responsable de la muerte es su nuevo interés romántico John Collins (William R. Moses).
En el 2011 apareció como invitada en la serie Ringer donde interpretó a Peggy Lewis.
En 2013 creó y lanzó su propia serie web de comedia The Stafford Project.
El 1 de mayo de 2014 se unió al elenco principal de la exitosa serie General Hospital donde interpreta a la redactora jefe de la revista Crimson: Nina Reeves-Cassadine, la hija de la socialite Madeline Reeves (Donna Mills) hasta ahora.
En el 2015 Michelle lanzó su segunda serieweb, titulada The Secret Mind of a Single Mom.
En 2016 lanzó una línea de productos orgánicos para el cuidado de la piel llamada "Skin Nation".

## Filmografía

### Series de televisión
| Año                                  | Título                             | Personaje                     | Notas                                           |
| ------------------------------------ | ---------------------------------- | ----------------------------- | ----------------------------------------------- |
| 2014 - presente                      | General Hospital                   | Nina Reeves                   | 181 episodios                                   |
| 1994 - 1997, 2000 - 2013 2006 - 2007 | The Young and the Restless         | Phyllis Summers Sheila Carter | 1,546 episodios 20 episodios                    |
| 2015                                 | The Secret Mind of a Single Mom    | Michelle                      | 4 episodios - serie web                         |
| 2013                                 | The Stafford Project               | Michelle                      | 10 episodios - serie web                        |
| 2012                                 | The Grove                          | -                             | serie web                                       |
| 2012                                 | The Celibate                       | Ejecutiva                     | episodio "The Executive"                        |
| 2011                                 | Ringer                             | Peggy Lewis                   | episodio "If You Ever Want a French Lesson..."  |
| 2005                                 | Charmed                            | Mandi                         | episodio "Desperate Housewitches"               |
| 2005                                 | Clubhouse                          | Sydney                        | episodio "Between First and Home"               |
| 2002                                 | Judging Amy                        | Linda Barnes                  | episodio "The Bottle Show"                      |
| 2001                                 | Frasier                            | Heather Murphy                | episodio "The First Temptation of Daphne"       |
| 2000                                 | V.I.P.                             | Nancy Biggs                   | episodio "Val Point Blank"                      |
| 1999                                 | JAG                                | Suzanne Moore                 | episodio "Contemptuous Words"                   |
| 1999                                 | Diagnosis Murder                   | Trish                         | 2 episodios                                     |
| 1998                                 | Two Guys, a Girl and a Pizza Place | April                         | episodio "Two Guys, a Girl and a Softball Team" |
| 1998                                 | Players                            | Vanessa Evans                 | episodio "Wrath of Con"                         |
| 1997                                 | Pacific Palisades                  | Joanna Hadley                 | 13 episodios                                    |
| 1994                                 | Models Inc.                        | Mujer en el Baño              | episodio "Blind by Love"                        |
| 1994                                 | Renegade                           | Lauren Jessup                 | episodio "The Posse"                            |
| 1990                                 | Tribes                             | Frankie                       | 30 episodios                                    |

### Películas
| Año  | Título                     | Personaje      | Notas |
| ---- | -------------------------- | -------------- | --- |
| 2016 | Durant's Never Closes      | Suzie          | junto a Tom Sizemore, Peter Bogdanovich, Jon Gries, Mark Grossman, Renee Bryant y Dylan Bronte                   |
| 2015 | Earthfall                  | Nancy Lannon   | junto a Joe Lando, Denyse Tontz, Andrew Elvis Miller, Brendan McCarthy, Diana Hopper y Evan Gamble               |
| 2007 | Like Mother, Like Daughter | Dawna Wilkins  | junto a William R. Moses, Dani Kind, Gianpaolo Venuta, John Maclaren, Suzanna Lenir y Millie Tresierra           |
| 2003 | Vampires Anonymous         | Taffeta Munro  | junto a Paul Popowich, Michael Madsen, Judith Scott, Neil D'Monte, Carolyn Lawrence y Brent Hinkley              |
| 2000 | Attraction                 | Suzanne        | junto a Matthew Settle, Tom Everett Scott, Gretchen Mol, Samantha Mathis, Josh Hutchinson y Hilda van der Meulen |
| 1999 | Double Jeopardy            | Suzanne Monroe | junto a Tommy Lee Jones, Ashley Judd, Bruce Greenwood, Benjamin Weir y Jay Brazeau                               |

### Directora, escritora y productora
| Año  | Título                          | Notas                                                                               |
| ---- | ------------------------------- | ----------------------------------------------------------------------------------- |
| 2015 | The Secret Mind of a Single Mom | directora 3 episodios - escritora                                                   |
| 2013 | The Stafford Project            | 10 episodios - productora ejecutiva 10 episodios - escritora 2 episodios - creadora |

### Corresponsal
| Año  | Programa                         | Notas                  |
| ---- | -------------------------------- | ---------------------- |
| 2004 | The Best Damn Sports Show Period | corresponsal de hockey |

### Apariciones
| Año        | Programa                      | Notas                                                       |
| ---------- | ----------------------------- | ----------------------------------------------------------- |
| 2013, 2016 | The Red Booth                 | 2 episodios - invitada                                      |
| 2013, 2015 | Teens Wanna Know              | 2 episodios - invitada                                      |
| 2013       | Home & Family                 | episodio "Nicollette Sheridan/Michelle Stafford" - invitada |
| 2013       | SoapBox with Lilly and Martha | -                                                           |
| 2013       | Marie                         | episodio "40 Years of Young and Restless" - invitada        |
| 2013       | Cupcake Wars                  | episodio "The Young and the Restless" - jueza invitada      |
| 2012, 2013 | The Talk                      | 3 episodios - invitada                                      |
| 2011       | ACME Saturday Night           | 2 episodios - invitada                                      |
| 2006       | Wheel of Fortune              | episodio "Soap Stars 4" - concursante invitada              |
| 2004       | Good Day Live                 | episodio del 26 de agosto - co-presentadora                 |
| 2002       | Family Feud                   | episodio "Soap Opera Special" - invitada                    |
| 2001       | The Goods                     | episodio "Los Angeles" - invitada                           |
| 2000       | Who Knows You Best?           | episodio del 21 de diciembre - invitada                     |
| 2000       | Sex Wars                      | episodio del 15 de noviembre - invitada                     |
| 2000       | Hollywood Squares             | episodio del 25 de octubre - invitada                       |

## Premios y nominaciones
| Año  | Categoría                                        | Premio                        | Series                     | Resultado |
| ---- | ------------------------------------------------ | ----------------------------- | -------------------------- | --------- |
| 2013 | Outstanding Lead Actress in a Drama Series       | Daytime Emmy Award            | The Young and the Restless | Nominada  |
| 2013 | Guest Actress: Comedy                            | Outstanding Achievement Award | The Celibate               | Ganó      |
| 2011 | Outstanding Lead Actress in a Drama Series       | Daytime Emmy Award            | The Young and the Restless | Nominada  |
| 2010 | Outstanding Lead Actress in a Drama Series       | Daytime Emmy Award            | The Young and the Restless | Nominada  |
| 2009 | Best Actress in a Daytime Serial                 | OFTA Television Award         | The Young and the Restless | Nominada  |
| 2008 | Best Actress in a Daytime Serial                 | OFTA Television Award         | The Young and the Restless | Nominada  |
| 2008 | Outstanding Lead Actress in a Drama Series       | Daytime Emmy Award            | The Young and the Restless | Nominada  |
| 2007 | Best Actress in a Daytime Serial                 | OFTA Television Award         | The Young and the Restless | Ganó      |
| 2007 | Outstanding Lead Actress in a Drama Series       | Daytime Emmy Award            | The Young and the Restless | Nominada  |
| 2006 | Lead Actress - Daytime Drama                     | Gold Derby TV Award           | The Young and the Restless | Nominada  |
| 2005 | Outstanding Lead Actress                         | Soap Opera Digest Award       | The Young and the Restless | Nominada  |
| 2005 | Outstanding Lead Actress in a Drama Series       | Daytime Emmy Award            | The Young and the Restless | Nominada  |
| 2005 | Irresistable Combination (junto a Peter Bergman) | Special Fan Award             | The Young and the Restless | Nominados |
| 2004 | Lead Actress - Daytime Drama                     | Gold Derby TV Award           | The Young and the Restless | Nominada  |
| 2004 | Outstanding Lead Actress in a Drama Series       | Daytime Emmy Award            | The Young and the Restless | Ganó      |
| 2003 | Outstanding Lead Actress                         | Soap Opera Digest Award       | The Young and the Restless | Ganó      |
| 2003 | Outstanding Lead Actress in a Drama Series       | Daytime Emmy Award            | The Young and the Restless | Nominada  |
| 2001 | Outstanding Female Scene Stealer                 | Soap Opera Digest Award       | The Young and the Restless | Nominada  |
| 1997 | Outstanding Supporting Actress in a Drama Series | Daytime Emmy Award            | The Young and the Restless | Ganó      |
| 1997 | Outstanding Villainess                           | Soap Opera Digest Award       | The Young and the Restless | Ganó      |
| 1996 | Outstanding Supporting Actress in a Drama Series | Daytime Emmy Award            | The Young and the Restless | Nominada  |
| 1996 | Outstanding Female Newcomer                      | Soap Opera Digest Award       | The Young and the Restless | Ganó      |